# Sepmes
Sepmes é uma comuna francesa na região administrativa do Centro, no departamento Indre-et-Loire. Estende-se por uma área de 28,48 km². Em 2010 a comuna tinha 633 habitantes (densidade: 22,2 hab./km²).